# Шеф (Південний парк)
 'Джером Макелрой'  на прізвисько  'Шеф'  (англ. Jerome «Chef» McElroy) — персонаж мультсеріалу «Південний Парк», один з головних дорослих героїв серіалу.
Номер будинку Шефа — 10465. Працівник шкільної їдальні у місцевій початковій школі у містечку Південний Парк. Здебільшого зображається значно досвідченішим і прокачанішим, із великим набором різноманітних навичок порівняно з іншими міськими жителями. Дуже прихильний до дітей.

## Біографія
Батьки Шефа Шотландії — логічно припустити, що і сам він родом звідти. Уже в дитинстві Шеф співав і носив кухарський ковпак. В епізоді «Шефська допомога» з'ясовується, що в юності Шеф як кухар гастролював з багатьма зірками рок-музики. У його друзях числяться The Beatles, Дженіс Джоплін, Оззі Осборн, Рік Джеймс, The Clash, Sex Pistols та інші. Саме Шеф звів Елтона Джона з британським поетом Берні Топін ом і допоміг підібрати звучний псевдонім Міту Лоуфом. В епізоді «Матуся Картмана — брудна повія» Шеф говорить, що приїхав в Саус-Парк, щоб відкрити тут свій ресторан. Мабуть, справа у нього не пішла, тому Шеф обмежився тим, що став кухарем в початковій школі. У серії 215 двійник Картмана каже що Шеф в його світі — худий білий агент зі страхування.

## Характер
У певному сенсі Шеф єдиний здравомислячий персонаж серіалу (хоча, наприклад, в епізоді «Дещо про те, як прийшов Wall-Mart» Шеф пропонує для боротьби з гіпермаркетом заморозити його). Шеф є великим другом Стена, Кайла, Кенні і Еріка, які часто звертаються до нього за порадами. Судячи з усього, він один з небагатьох людей, до якого щиро прив'язаний Картмен.
Шеф — великий ловелас, йому легко заманити дівчину в ліжко, і вона ще сама йому заплатить. Серед його коханок були помічені директорка початкової школи Вікторія, Ліенн Картман (мати Картмана), Шейла Брофловськи (мати Кайла), Кеті Лі Гіффорд та інші. Домагатися від жінок взаємності Шефу допомагає те, що він добре співає, пише пісні і присвячує їх їм (також Шеф написав пісню «Смердючі штани» (англ. «Stinky Britches»), яку привласнила співачка Аланіс Моріссетт в епізоді «Шефська допомога»). Також Шеф непогано танцює: в епізоді «Вас від` в дупу» він є наставником танцювальної команди Стена.
Шеф любить подивитися телевізор (йому подобається шоу Терренса і Філліпа. В епізоді «Чекаємо новий фільм Терренса і Філліпа» Шеф набуває телевізор з такою кількістю функцій, що не може в них розібратися і випадково запускає функцію «Знищення людства», після чого телевізор встає на ноги, висуває гармати і йде руйнувати місто.
В епізоді «Шеф втрачає терпіння» в знак протесту проти міського прапора Саус-Парку, на його думку, расистського, Шеф звертається в іслам і приймає ім'я  'Абдул-Мохаммед Джабер Рауф Карім-Алі'.